# Eulia
Eulia là một chi bướm đêm thuộc phân họ Tortricinae của họ Tortricidae.

## Các loài
- Eulia ministrana (Linnaeus, 1758)